# It's a Trap!
It's a Trap! (noto anche come I Griffin presentano It's a Trap!) è il diciottesimo e ultimo episodio della nona stagione de I Griffin.
È la parodia di Guerre stellari - Il ritorno dello Jedi, nonché ultimo capitolo della trilogia dopo Blue Harvest e Something, Something, Something, Dark Side.
Inizialmente il titolo avrebbe dovuto essere We Have a Bad Feeling About This.

## Trama
La famiglia Griffin è in salotto a guardare la televisione quando ancora una volta salta la corrente. Peter racconta il seguito delle storie raccontate in precedenza. Lord Fener sta costruendo una seconda Morte Nera e attende l'arrivo dell'Imperatore. Su Tatooine D-3BO e C1-P8 entrano nel palazzo di Jabba the Hutt per cercare Ian Solo, dove Boba Fett l'ha portato per riscuoterne la taglia. Più tardi arriva anche Leila che libera Ian Solo dall'ibernazione nella grafite, ma vengono scoperti da Jabba e fatti prigionieri, tra i quali c'era già anche Chewbecca. Luke Skywalker va da Jabba per trattare la liberazione dei suoi amici ma anche lui viene catturato. Dopo uno scontro riescono a scappare e ad evitare così di essere gettati in pasto al sarlacc. Luke va su Dagobah per completare l'addestramento Jedi; prima di morire Yoda gli rivela che c'è un altro Skywalker, Luke poi vede lo spirito di Obi-Wan Kenobi e apprende che Leila è sua sorella.
I ribelli si preparano a un attacco per distruggere la nuova Morte Nera, che ancora non è operativa.  L'ammiraglio Ackbar pianifica che Lando Calrissian, a bordo del Millennium Falcon, guiderà la distruzione della stazione spaziale imperiale, mentre Ian Solo, a bordo di una navetta imperiale rubata, deve disattivare il generatore di scudi sulla luna boscosa di Endor. Dart Fener lascia passare la Tyderium sapendo che a bordo c'è Luke. Luke viene catturato e portato dall'Imperatore e Dart Fener che cercano di convincerlo a passare al lato oscuro, inoltre scopre che ai ribelli è stata tesa una trappola, infatti al loro arrivo lo scudo sarà attivato e la seconda Morte Nera, ancora in costruzione, in realtà è già operativa. Con l'aiuto degli ewok, Ian Solo e gli altri riescono a sconfiggere le truppe imperiali.
Davanti all'Imperatore, Luke e Dart Fener si affrontano ancora una volta, Luke ha la meglio ma non ha intenzione di cedere al lato oscuro, così l'Imperatore scaglia contro il ragazzo i suoi fulmini di Forza. Dart Fener allora, per salvare il figlio, lo uccide gettandolo nel cuore del reattore. Accidentalmente Luke uccide suo padre nel tentativo di togliergli la maschera. Intanto Ian Solo riesce a mettere fuori uso lo scudo e Lando distrugge la seconda Morte Nera. Lando, Chewbecca, Ian, Leila, Luke D-3BO e C1-P8 festeggiano la vittoria dei ribelli insieme agli ewok. Torna la luce e Peter ha finito di raccontare la storia. Meg chiede della trilogia prequel, Peter risponde che quella la lascia al The Cleveland Show.

## Personaggi
Diversi personaggi di Guerre stellari sono stati sostituiti da Peter con i personaggi presenti nei Griffin, che hanno riportato le loro caratteristiche nei personaggi di Guerre stellari che sono andati a interpretare.
| Personaggio dei Griffin                         | Personaggio di Guerre stellari | Doppiatore originale | Doppiatore italiano  |
| ----------------------------------------------- | ------------------------------ | -------------------- | -------------------- |
| Chris Griffin                                   | Luke Skywalker                 | Seth Green           | Davide Lepore        |
| Peter Griffin                                   | Ian Solo                       | Seth MacFarlane      | Mino Caprio          |
| Lois Griffin                                    | Leila Organa                   | Alex Borstein        | Antonella Rinaldi    |
| Stewie Griffin                                  | Dart Fener                     | Seth MacFarlane      | Nanni Baldini        |
| Brian Griffin                                   | Chewbecca                      | Seth MacFarlane      | Leslie La Penna      |
| Glenn Quagmire                                  | D-3BO                          | Seth MacFarlane      | Enrico Di Troia      |
| Cleveland Brown                                 | C1-P8                          | Mike Henry           | Luciano Marchitiello |
| Mr. Herbert                                     | Obi-Wan Kenobi                 | Mike Henry           | Mario Milita         |
| Carl                                            | Yoda                           | H. Jon Benjamin      | Paolo Marchese       |
| Carter Pewterschmidt                            | Imperatore Palpatine           | Seth MacFarlane      | Giuliano Santi       |
| Mort Goldman                                    | Lando Calrissian               | John G. Brennan      | Ambrogio Colombo     |
| Roger (personaggio di American Dad!)            | Jerjerrod                      | Seth MacFarlane      | Franco Mannella      |
| Klaus (personaggio di American Dad!)            | Ammiraglio Ackbar              | Dee Bradley Baker    | Roberto Stocchi      |
| Tim l'Orso (personaggio di The Cleveland Show)  | Wicket W. Warrick              | Seth MacFarlane      | Roberto Stocchi      |
| Rallo Tubbs (personaggio di The Cleveland Show) | Nien Nunb                      | Mike Henry           | Gabriele Patriarca   |
| Joe Swanson                                     | Jabba the Hutt                 | Patrick Warburton    | Edoardo Nordio       |
| Angela                                          | Mon Mothma                     | Carrie Fisher        | Paola Giannetti      |
| Ernie il pollo gigante                          | Boba Fett                      | sconosciuto          | sconosciuto          |
| Meg Griffin                                     | il Sarlacc                     | Mila Kunis           | Maura Cenciarelli    |

## Edizioni home video
Prima di essere trasmesso in televisione, l'episodio è stato pubblicato in DVD e Blu-ray disc negli Stati Uniti il 21 dicembre 2010, mentre in Italia è stato pubblicato il 9 febbraio 2011.

## Citazioni e riferimenti
- Il titolo dell'episodio è un riferimento alla celebre frase: «È una trappola!» («It's a Trap!»), pronunciata in Il ritorno dello Jedi dall'Ammiraglio Ackbar.[1]
- Jabba sfida un bambino a leccare il sedere di Peter intrappolato in un blocco di grafite e il bambino rimane incollato con la lingua come in una scena del film A Christmas Story - Una storia di Natale di Bob Clark.[4]
- Come in altri episodi della serie, appare un filmato con Conway Twitty; questa volta però indossa un casco simile a quello di Dart Fener.
- Per ordinare di gettare in pasto Luke e i suoi compagni al sarlacc, Jabba pronuncia "mila kunis", il nome dell'attrice che doppia il personaggio di Meg nella versione originale statunitense.[1]
- Dopo una lunga sequenza in cui i protagonisti si scambiano dei cenni col capo, viene mostrata una breve scena tratta dal film Palla da golf di Harold Ramis.[4]
- Durante l'inseguimento in bicicletta nel bosco della quarta luna di Endor, viene rubata quella di Pee-wee Herman.[4]
- D-3BO racconta agli Ewok la sigla di Willy, il principe di Bel-Air come se fosse una storia.[4] La gag non è stata riproposta nel doppiaggio italiano.
- All'interno di un AT-ST c'è John Candy che fuma una sigaretta mentre ascolta la canzone Mess Around di Ray Charles come nel film Un biglietto in due. L'attore aveva anche interpretato la parodia Balle Spaziali.